# Trachyxiphium hypnaceum
Trachyxiphium hypnaceum là một loài rêu trong họ Pilotrichaceae. Loài này được (Müll. Hal.) W.R. Buck mô tả khoa học đầu tiên năm 1987.